# Evippa caucasica
Evippa caucasica är en spindelart som beskrevs av Marusik, Guseinov och Koponen 2003. Evippa caucasica ingår i släktet Evippa och familjen vargspindlar.
Artens utbredningsområde är Azerbajdzjan. Inga underarter finns listade i Catalogue of Life.